# Kitakami (fiume)
Il fiume Kitakami  è il quarto fiume del Giappone per lunghezza e il più largo nella regione di Tōhoku. Lungo 249 chilometri, bagna un territorio di circa 10 150 km². Scorre principalmente nelle aree rurali della Prefettura di Iwate e in quella di Miyagi.
Il fiume non è interrotto da dighe dalla sua foce fino alla diga di Shijushida, fatto questo che permette ai salmoni di risalire il fiume per un lungo tratto.